# خيرأباد (دالكي)
خيرأباد (بالفارسية: خیرآباد) هي قرية تقع في إيران في قسم دالكي الريفي. يقدر عدد سكانها بـ 364 نسمة بحسب إحصاء 2016.